# Кизлярка
Кизлярка — виноградная водка. Название происходит от города Кизляра (север современного Дагестана). Крепость — 40-45 %. Производством напитка занимается Кизлярский коньячный завод.

## Характеристики
Кизлярка настаивается в дубовых бочках и затем приобретает жёлтый оттенок. Крепость напитка составляет 40-45 %. По способу производству Кизлярка схожа с самогоном. Спирт, путём дистилляции виноградного сусла, выдерживается в бочках до полутора лет, после чего в него добавляют сахарный сироп. Перед разливом в бутылки, в него добавляют воду и доводят до 40 % крепости. Различают три вида кизлярки по сроку выдержки (оригинальную, традиционную и выдержанную). 1) «Оригинальная» — напиток без выдержки и крепостью 40 % об.; 2) «Традиционную» — выдержка 7 месяцев и 40 % об.; 3) «Выдержанная» — выдержка 18 месяцев и крепость 45 % об..

## История

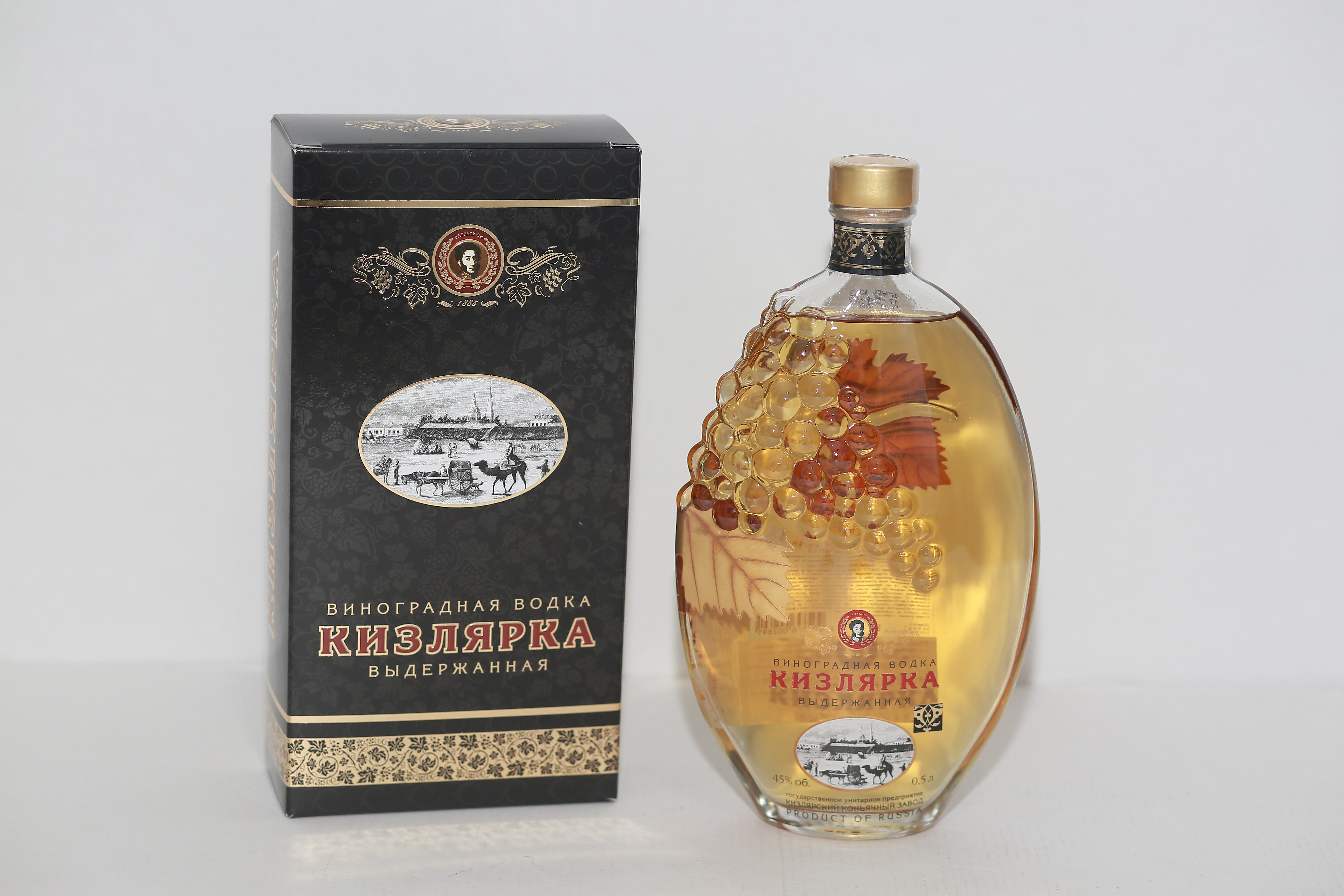
Один из видов тары виноградной водки «Кизлярка» выдержанная, 2018 год

Считается, что данный напиток производят в Кизляре с 1657 года. С 1731 года фруктовая водка изготовленная в России именуется как кизлярская водка или кизлярка. Рецепт производства водки из виноградного спирта был привезён из Франции. Началу производства Кизлярки послужила необходимость его крепления в связи с изготовлением некачественных вин и проблем с их продажей. Так возникла перекурка виноградного спирта кустарным способом. Для этого использовался сорт алый терский, который давал вино низкого качества.
По мнению директора вино-коньячного завода П. Н. Суровикина, кизлярка появилась в результате большого производства виноградного спирта в период с 1810 по 1815 год. В результате Отечественной войны 1812 года, указывает Суровикин, был запрещён ввоз зарубежных вин и кизлярская водка стала популярна на внутреннем рынке. Популярность кизлярки также объясняется её дешевизной по сравнению с зарубежными аналогами того времени. А. Г. Аскеров указывает, что «из остатков виноградного сока», которые назывались чапрой, приготовлялась водка кизлярка. Из 10 бочек чапры выкуривалась 1 бочка кизлярки.
Устав о питейном сборе обложения (1816) уровнял хлебную виноградную водку и кизлярку, вследствие чего производство напитка перестало быть рентабельным. Уже в 1820 году императора Александр I издал «Положение о водках, производимых из русских виноградных вин и винограда в губерниях Астраханской и Кавказской», которое предполагало строгие меры за смешивание хлебной водки и других водок.
«Кизлярка похожа на французскую водку и отличается высокими вкусовыми качествами»
В 1828 году в Кизляре вместе с окрестностями на 86 виноградно-водочных и спиртокурительных заводов было произведено около 235 тысяч ведёр кизлярки на сумму в около в 2 млн рублей. В 1832 году в Кизляре произвели 120 тысяч вёдер виноградной водки. В 1830 году было произведено около 200 тысяч вёдер кизлярки. К 1840—1850 годам отмечается сокращение производства кизлярки вследствие и повышения цены на спирт.
Саломон А. Е. в труде «Основы виноделия» (1897) указывал: «Водка, получавшаяся в Кизляре чисто кустарным способом на огневых кубах при медленной гонке, обладала прекраснейшими качествами и пользовалась громкой известностью в Нижнем Новгороде и вообще в России, под именем „Кизлярки“, успешно конкурирую с французской водкой». В «Вестнике виноделия» от 1907 года отмечалась простота производства кизлярки: «Выкуривали водку в огненных аппаратах, а затем на продолжительное время выдерживали в дубовых бочках. Чем более её выдерживать, тем более она будет жёлтой, напоминать французский коньяк» .
«Как чару пьешь — другой хочется, другую пьешь — по третьей душа горит»
В 1893 году на Всемирной выставке в Чикаго (США), кизлярка стала обладателем бронзовой медали и Почётного диплома Всемирной выставки.
В 1976 году Кизлярский коньячный завод восстановил рецепт Кизлярки и начал её промышленное производство.
В 2019 году водка «Кизлярка» оригинальная отмечена серебряной медалью Дегустационного конкурса «ПРОДЭКСПО», а также серебряным дипломом выставки «Вина Чёрного моря 2019».

## В литературе
Кизлярка упоминается в повести Николая Лескова «Левша» под названием «кислярка»: «Платов ничего государю не ответил, только свой грабоватый нос в лохматую бурку спустил, а пришел в свою квартиру, велел денщику подать из погребца фляжку кавказской водки-кислярки, дерябнул хороший стакан, на дорожний складень богу помолился, буркой укрылся и захрапел так, что во всем доме англичанам никому спать нельзя было.».
В сочинении Мельникова-Печерского «В лесах»: «Покончив с чаем, принялся писарь за штофик кизлярки да за печёные яйца с тёртым калачом на отрубях, известным под названием „муромского“».
Русский поэт XIX века Аполлон Майков упоминает Кизлярку в своем письме (1856 г.) к своему другу писателю А. Ф. Писемскому, находившемуся в Астрахани: «Ну как-то тебе на юге? ….. Что твои болезни — ломоты, поносы, насморки всякого рода, ревматизмы, аневризмы холеры и холерины, сухотки, чахотки, водяные, спиртовые и пр. …Чай, лечишься кизляркой? Универсальное лекарство.»
А.Н. Островский "На бойком месте".
Раззоренный (...) Благодарим покорно. А что мои купцы? Закладать бы пора.
Бессудный. Только что проснулись, чай с кизлярской водкой пьют.
Раззоренный. Ишь они угару-то набираются! Так я закладать.